# عبد الباسط سيدا
عبد الباسط سيدا (22 حزيران / يونيو 1956 -)، سياسي سوري ورئيس المجلس الوطني السوري منذ 9 حزيران / يونيو 2012 حتى 9 نوفمبر 2012 ، كما إنه أحد مؤسسي المجلس. هو كردي سوري مقيم في السويد منذ حوالى عشرين عاماً منذ 1994 ومختص في الحضارات القديمة، وله كتب عديدة في الفكر العربي والشؤون الكردية. متزوج ولديه أربع بنات وولد، وهو يقيم في السويد.

## سيرته الذاتية
ولد في محافظة الحسكة وتحديداً بمدينة عامودا شمال شرق سوريا ذات الأغلبية الكردية. حصل على الدكتوراه في الفلسفة من جامعة دمشق ثم عمل في مجال التدريس في الجامعات الليبية لمدة ثلاث سنوات لينتقل بعدئذٍ إلى السويد حتى يتفرغ لتدريس الحضارات القديمة وإجراء الأبحاث والدراسات عنها.
من مؤلفاته كتاب «المسألة الكردية في سوريا-نصوص منسية من معاناة مستمرة للأكراد السوريين»، و«ذهنية التغييب والتزييف-الإعلام العربي نموذجا»، بالإضافة إلى مجموعة مقالات حول تاريخ الأديان والفكر السياسي.
عمل بشكل سري ضد حكم حزب البعث في سوريا، وشارك بأكثر من انتفاضة كردية ضد النظام في السنوات السابقة. ساهم في تأسيس المجلس الوطني السوري، وهو عضو في مجلسه التنفيذي ورئيس مكتب حقوق الإنسان فيه، ثم انتخب رئيساً للمجلس في 9 حزيران / يونيو 2012.

## مؤلفاته
لعبد الباسط سيدا مؤلفات عدة، وصدر أول كتاب له في بيروت بعنوان «الوضعية المنطقية والتراث العربي: نموذج فكر زكي نجيب محمود الفلسفي». 
ومن مؤلفاته أيضا كتاب «المسألة الكردية في سوريا: نصوص منسية من معاناة مستمرة للأكراد السوريين»، و«ذهنية التغييب والتزييف، الإعلام العربي نموذجا»، بالإضافة إلى مجموعة مقالات حول تاريخ الأديان والفكر السياسي.